# ものらす
ものらす（男性、 - 2017年）は、日本のシナリオライター、ゲームクリエイター、イラストレーター。同人ゲームサークル楽想目代表。愛知県出身。

## 作品一覧

### ゲーム
- NONA MAGIC[1]
- REVIVAL RESET
- 親愛なる孤独と苦悩へ